# Parinari anamensis
Parinari anamensis là một loài thực vật có hoa trong họ Cám. Loài này được Hance mô tả khoa học đầu tiên năm 1877.